# Charles Mason

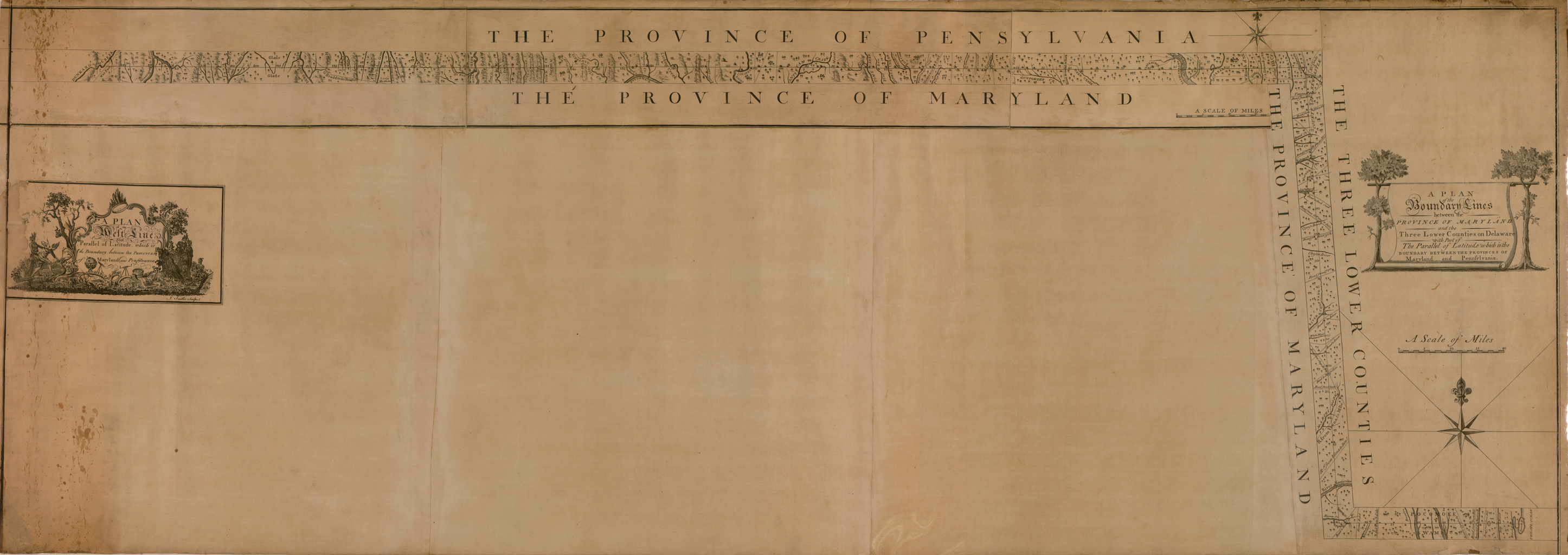
"Un plano de la línea del oeste o paralelo de latitud," Charles Mason, 1768

Charles Mason (1730–1787) fue un astrónomo inglés. Su nombre está ligado a la delimitación en la década de 1760 de la Línea Mason-Dixon, frontera entre cuatro estados de los EE. UU.

## Semblanza
Los comienzos de la carrera de Mason transcurrieron en el Observatorio de Greenwich cerca de Londres. Trabajó en el trazado de la Línea Mason-Dixon (1763–1767), junto a su compañero inglés Jeremiah Dixon. Los dos habían viajado anteriormente alrededor del Cabo de Buena Esperanza, donde observaron el tránsito de Venus.

## Reconocimientos
- La denominación de la Línea Mason-Dixon, demarcación fronteriza entre cuatro estados de EE. UU.
- El cráter lunar Mason, que le debe su nombre.[2]
- El asteroide (3131) Mason-Dixon.[3]
- Es uno de los personajes protagonistas de la novela de Thomas Pynchon Mason & Dixon (1997).
- La canción Sailing to Philadelphia del álbum del mismo nombre de Mark Knopfler, también se refiere a Mason y Dixon, y está inspirada en el libro de Pynchon.